# Hong Song-nam
Hong Song-nam, född 2 oktober 1929 i Chongju i Norra P'yongan, död 31 mars 2009, var premiärminister i Nordkorea 1997–2003. Han efterträddes på denna post av Pak Pong-ju.

## Utmärkelser
- Kim Il-sung-orden[2]
- Första graden av Nordkoreas nationalflaggorden[2]

[Redigera Wikidata]